# Associazione Sportiva Ischia Isolaverde 1997-1998
Questa voce raccoglie le informazioni riguardanti l'Ischia Isolaverde nelle competizioni ufficiali della stagione 1997-1998.

## Stagione
Il 1997-1998 è l'anno più nero della storia dell'Ischia Calcio. Nell'estate del 1997 la società viene rilevata da Lucio Varriale, autore di una campagna acquisti di un certo spessore. A Ischia arrivano Davide Ricci, Antonio Barbera, Luca Evangelisti, Gianluca De Angelis, Donato Terrevoli e gli olandesi Etienne Verveer e Stefan Jansen. La guida tecnica viene affidata nuovamente a Pierino Cucchi ma la squadra, dopo un buon inizio, non riuscì ad andare oltre il dodicesimo posto.
Intanto, già nella primavera del 1997, preoccupanti segnali sulla situazione debitoria della società erano venuti dalla Covisoc. Il massimo organo di vigilanza sui bilanci delle società calcistiche aveva scoperto una massa debitoria che ammontava a svariati miliardi.
Nel luglio del 1998, mentre si stava allestendo la squadra che avrebbe dovuto disputare la stagione seguente, l'Ischia viene radiata dalla FIGC ed esclusa dal campionato per una fideiussione risultata falsa. Il suo posto venne preso dal Palermo, che sul campo era retrocesso.
Per molto tempo sono stati poco chiari i motivi che hanno portato alla scomparsa, dopo 75 anni, dell'Ischia.
In un primo momento la giustizia sportiva usò la mano pesante, inibendo una serie di dirigenti e dichiarando fallita la società, che nel frattempo era ripartita dal Campionato di Seconda Categoria con sette punti di penalizzazione. A gettare forti sospetti sulla regolarità delle valutazioni fatte circa la fidejussione presentata dall'Ischia nel luglio del 1998, furono le dichiarazioni di Franco Jommi, titolare della Sbc (società coinvolta nella Calciopoli del 2003) che, a proposito della Calciopoli del 2006 ed in riferimento all'Ischia, sostenne che era presente in Lega un "sistema di servizi e reciproci favori" che utilizzava il metodo dell'accettazione delle fidejussioni false come mezzo per poter favorire questa o quella squadra.

## Divise e sponsor
Lo sponsor tecnico per la stagione 1997-1998 è Erreà, mentre lo sponsor ufficiale è Themis.

## Organigramma societario
Area direttiva
- Presidente: Luciano Varriale
- Amministratore Delegato: Antonello D'Abundo
- Direttore Generale: Antonio Lo Schiavo

Area organizzativa
- Responsabile organizzativo: Gennaro Brunetti

Area tecnica
- Direttore sportivo: Giuliano Spignese
- Allenatore: Piero Cucchi, sostituito da Vincenzo Rispoli
- Allenatore in seconda: Vincenzo Patalano

Area sanitaria
- Medici sociali: dott. Antonio Cristiano
- Massaggiatori: Enzo Brescia

## Rosa

### Serie C1

#### Girone di andata
| Arbitro: | Tullio (Avezzano) |

|                 |           |  |
| Cappelletti 75’ | Marcatori |  |

| Arbitro: | N. Ayroldi (Molfetta) |

|                                        |           |  |
| U. Marino 18’ Cecchini 33’ M. Moro 88’ | Marcatori |  |

| Arbitro: | Pascariello (Lecce) |

|  |           |                    |
|  | Marcatori | 90’ (rig.) Barbera |

| Ischia 21 settembre 1997, ore 16:00 CEST 4ª giornata | Ischia Isolaverde  | 0 – 0 | Lodigiani | Stadio Vincenzo Mazzella\| Arbitro: \| Griselli (Livorno) \| |
| Arbitro:                                             | Griselli (Livorno) |       |           |                                                              |

| Arbitro: | Manari (Teramo) |

|               |           |  |
| Margiotta 50’ | Marcatori |  |

| Arbitro: | Luca Cecotti (Udine) |

|                       |           |              |
| Barbera 10’ Ricci 20’ | Marcatori | 73’ Lauretti |

| Arbitro: | Alario (Civitavecchia) |

|              |           |                         |
| Barrucci 33’ | Marcatori | 36’ Ricci 75’ Terrevoli |

| Arbitro: | Manganelli (Milano) |

|           |           |               |
| Ricci 65’ | Marcatori | 30’ Bonfiglio |

| Arbitro: | Baglioni (Firenze) |

|            |           |  |
| Barone 32’ | Marcatori |  |

| Arbitro: | Zaltron (Bassano del Grappa) |

|  |           |              |
|  | Marcatori | 61’ Califano |

| Arbitro: | Fausti (Milano) |

|                          |           |  |
| Brevi 16’ Borgobello 62’ | Marcatori |  |

| Arbitro: | Papini (Perugia) |

|                  |           |  |
| Ricci 81’ (rig.) | Marcatori |  |

| Arbitro: | Cossero (Udine) |

|                                 |           |  |
| De Angelis 3’ (aut.) Artico 63’ | Marcatori |  |

| Ischia 14 dicembre 1997, ore 14:30 CEST 14ª giornata | Ischia Isolaverde | 0 – 0 | Battipagliese | Stadio Vincenzo Mazzella\| Arbitro: \| Ferrarini (Parma) \| |
| Arbitro:                                             | Ferrarini (Parma) |       |               |                                                             |

| Arbitro: | Castellani (Verona) |

|                    |           |               |
| Romairone 18’, 53’ | Marcatori | 33’ Logiudice |

| Ischia 28 dicembre 1997, ore 14:30 CEST 16ª giornata | Ischia Isolaverde   | 0 – 0 | Gualdo | Stadio Vincenzo Mazzella\| Arbitro: \| Pascariello (Lecce) \| |
| Arbitro:                                             | Pascariello (Lecce) |       |        |                                                               |

| Arbitro: | Linfatici (Viareggio) |

|  |           |                       |
|  | Marcatori | 13’ Barbera 73’ Ricci |

#### Girone di ritorno
| Arbitro: | Campofiorito (Chiavari) |

|                 |           |             |
| R. Quaranta 40’ | Marcatori | 32’ Barbera |

| Arbitro: | Maselli (Lucca) |

|                            |           |               |
| Barbera 23’ Turcheschi 92’ | Marcatori | 12’ U. Marino |

| Arbitro: | Verrucci (Fermo) |

|           |           |                                    |
| Ricci 55’ | Marcatori | 54’ (rig.) A. Cecchini 87’ Vadacca |

| Arbitro: | Bianco (Mestre) |

|           |           |  |
| Testa 27’ | Marcatori |  |

| Ischia 15 febbraio 1998, ore 14:30 CEST 22ª giornata | Ischia Isolaverde | 0 – 0 | Cosenza | Stadio Vincenzo Mazzella\| Arbitro: \| Urbano (Carbonia) \| |
| Arbitro:                                             | Urbano (Carbonia) |       |         |                                                             |

| Arbitro: | Dondarini (Finale Emilia) |

|              |           |  |
| Pandolfi 31’ | Marcatori |  |

| Arbitro: | Biasutto (Vicenza) |

|              |           |  |
| Ruggiero 61’ | Marcatori |  |

| Castellammare di Stabia 8 marzo 1998, ore 15:00 CEST 25ª giornata | Juve Stabia       | 0 – 0 | Ischia Isolaverde | Stadio Romeo Menti\| Arbitro: \| Saccani (Mantova) \| |
| Arbitro:                                                          | Saccani (Mantova) |       |                   |                                                       |

| Ischia 15 marzo 1998, ore 15:00 CEST 26ª giornata | Ischia Isolaverde | 0 – 0 | Palermo | Stadio Vincenzo Mazzella\| Arbitro: \| Fausti (Milano) \| |
| Arbitro:                                          | Fausti (Milano)   |       |         |                                                           |

| Arbitro: | Ciampi (Pisa) |

|                                                       |           |                                                         |
| Cavaliere 26’ (aut.) Di Nardo 46’ Califano 94’ (rig.) | Marcatori | 12’ De Angelis 50’ Barbera 57’ Terrevoli 87’ Ciaramella |

| Arbitro: | Gabriele (Frosinone) |

|                    |           |                |
| Barbera 45’ (rig.) | Marcatori | 4’ Cornacchini |

| Arbitro: | Calcagno (Nichelino) |

|                   |           |                           |
| Caruso 59’, rig.’ | Marcatori | 66’ Terrevoli 85’ Barbera |

| Arbitro: | Linfatici (Viareggio) |

|                    |           |                   |
| Barbera 47’ (rig.) | Marcatori | 50’ (rig.) Artico |

| Arbitro: | Rossi (Rimini) |

|                    |           |             |
| Di Baia 61’ (rig.) | Marcatori | 56’ Barbera |

| Arbitro: | Palmieri (Cosenza) |

|  |           |             |
|  | Marcatori | 73’ Stefani |

| Arbitro: | Ardito (Bari) |

|             |           |                |
| Tedoldi 11’ | Marcatori | 36’ Ciaramella |

| Arbitro: | Micoli (Tivoli) |

|                |           |            |
| De Angelis 14’ | Marcatori | 27’ Tafuni |

## Statistiche
Statistiche aggiornate al 22 ottobre 2011

### Statistiche di squadra
| Competizione | Punti | In casa | In casa | In casa | In casa | In casa | In casa | In trasferta | In trasferta | In trasferta | In trasferta | In trasferta | In trasferta | Totale | Totale | Totale | Totale | Totale | Totale | DR |
| Competizione | Punti | G       | V       | N       | P       | Gf      | Gs      | G            | V            | N            | P            | Gf           | Gs           | G      | V      | N      | P      | Gf     | Gs     | DR |
| ------------ | ----- | ------- | ------- | ------- | ------- | ------- | ------- | ------------ | ------------ | ------------ | ------------ | ------------ | ------------ | ------ | ------ | ------ | ------ | ------ | ------ | -- |
| Serie C1     | 41    | 17      | 5       | 9       | 3       | 12      | 10      | 17           | 5            | 5            | 7            | 15           | 22           | 34     | 9      | 14     | 11     | 27     | 32     | -5 |
| Coppa Italia | -     |         |         |         |         |         |         |              |              |              |              |              |              |        |        |        |        |        |        | -  |
| Totale       | -     |         |         |         |         |         |         |              |              |              |              |              |              | 34     | 9      | 14     | 11     | 27     | 32     | -5 |

### Statistiche dei giocatori
| Giocatore      | Serie C1 | Serie C1 | Serie C1    | Serie C1   |
| Giocatore      | Presenze | Reti     | Ammonizioni | Espulsioni |
| -------------- | -------- | -------- | ----------- | ---------- |
| R. Aquino      | 15       | 0        | -           | -          |
| A. Barbera     | 28       | 10       | -           | -          |
| M. Buonocore   | 9        | 0        | -           | -          |
| A. Caggiano    | 1        | 0        | -           | -          |
| D. Cappelletti | 31       | 1        | -           | -          |
| M. Cavaliere   | 6        | 0        | -           | -          |
| A. Cianciotta  | 11       | 0        | -           | -          |
| C. Ciaramella  | 25       | 2        | -           | -          |
| D. Colletto    | 33       | 0        | -           | -          |
| G. De Angelis  | 28       | 2        | -           | -          |
| C. De Falco    | 1        | 0        | -           | -          |
| V. Di Muro     | 29       | -26      | -           | -          |
| L. Evangelisti | 15       | 0        | -           | -          |
| M. Ghillani    | 19       | 0        | -           | -          |
| M. Libassi     | 30       | 0        | -           | -          |
| P. Logiudice   | 16       | 1        | -           | -          |
| L. Mennella    | 6        | -6       | -           | -          |
| E. Milone      | 12       | 0        | -           | -          |
| A. Parisi      | 6        | 0        | -           | -          |
| D. Ricci       | 31       | 6        | -           | -          |
| A. Ruggiero    | 32       | 1        | -           | -          |
| D. Terrevoli   | 29       | 2        | -           | -          |
| D. Toledo      | 11       | 0        | -           | -          |
| E. Turcheschi  | 20       | 1        | -           | -          |
| E. Verveer     | 10       | 0        | -           | -          |
| D. Vitali      | 18       | 0        | -           | -          |